# عيد مونتبلييربين
عيد مونتبلييربين هو حدث سنوي يقام في مونتبليير بارك الذي يقع في مونتبليير ، بريستول ، المملكة المتحدة. وينصب التركيز فيه على الاحتفال بفخر المجتمع بالحصاد المحلي والتراث والإبداع.
كان عيد مونتبلييربين الأصلي حدث من القرن الثامن عشر تابع لمدينة برستول. أعاد السكان المحليون إحياء هذا الحدث في عام 2009 كمهرجان مجتمعي صديق للأسرة يحتفل بالمنطقة المحلية، مما يشجع على التواصل الودي والنوايا الحسنة داخل المجتمع المتنوع. ويشمل الحدث تقديم أطباق لذيذة لذيذة وسوق تبادل منتجات وألعاب تعتمد على الفاصوليا ومسابقات وورش عمل للفنون والحرف اليدوية وعروض موسيقية حية وانتخابات وهمية للملك والملكة بين. ويدعم هذا الحدث منحة صغيرة من مجلس مدينة بريستول ومؤسسة المجتمع الرباعى.
في القرن الثامن عشر، قام توماس رينيسون، وهو رجل أعمال محلي، بتعيين نفسه حاكم لمستعمرة نيوفاوندلاند ، وبصورة متناقضة، أطلق على حانتة اسم إنجلترا القديمة. من خلال متابعتة لموضوع الاستقلال هذا، كان قد أجرى عيدا للفول سنويا وفي واحد منهم، وفي محاكاة ساخرة لاحتفالات مدنية بريستول، تم انتخاب عمدة وهمي وكبار الشخصيات، وأصبح المحكومون حكامًا. وفقًا لجون لاتيمر، مؤلف كتاب 'حوليات بريستول' في القرنين السابع عشر والثامن عشر والتاسع عشر الميلاديين، انخرط المحتفلين الغير الفاحشين جدا في 'العديد من المغامرات المرتفعة'.